# Bornholmsgade
Bornholmsgade er en gade i Indre By i København, der går fra Esplanaden til Hammerensgade. Den blev opkaldt efter øen Bornholm i 1907.
Gaden er en af fire gader med bornholmske navne i et lille kvarter mellem Esplanaden, Grønningen og Store Kongensgade. Hvor kvarteret ligger nu, anlagdes i 1789 Husarkasernen, idet selve kasernebygningen lå omtrent, hvor Bornholmsgade nu ligger. I 1898 erstattedes kasernen af en ny på Østerbro, og de gamle bygninger blev revet ned i 1902. Desuden blev Grønningen flyttet et stykke mod nordøst til sin nuværende placering. Det var planen at opføre etageejendomme med store lejligheder i området. Imidlertid havde man ramt en tid med overproduktion af boliger, så det kom til at tage over tre årtier at få hele kvarteret bebygget.

## Bebyggelse
Bornholmsgade 1 / Esplanaden 1-3 / Store Kongensgade 116 blev opført i 1906-1908 og Bornholmsgade 2-2a / Esplanaden 5-5a overfor i 1907-1909, begge med Søren Lemche som arkitekt. Begge bygninger er præget af den soliditet og historiske stil, der var fremherskende på den tid. I stueetagen er der benyttet rundbuemotiver til portene og de store vinduespartier. På siderne mod Bornholmsgade er der hele fire karnapper i to og tre etager på nr. 1, mens nr. 2 nøjes med en enkelt toetages karnap, foruden tre altaner ved hjørnet af Esplanaden.
Det meste af den vestlige side af gaden er optaget af den hvide beboelsesejendom Bornholmsgade 3 / Hammerensgade 4. Den blev opført for forsikringsselskabet Salamandara i 1921 efter tegninger af Einar Madvig og Gotfred Tvede. Den røde murstensejendom overfor i 4-6 overfor blev opført i 1930. Hjørneejendommen Bornholmsgade 8 / Hammerensgade 6 blev opført for A/S Genforsikringsselskabet Rossia i 1921 efter tegninger af Thorvald Gundestrup. Facaden er i kalksandsten, men ellers er det især gesimsen med sparrehoveder mellem anden og tredje sal, der falder i øjnene.